# Treupe
Treupe is een gehucht in het Franse departement Nord. Het ligt in de gemeente Avelin. Het ligt twee kilometer ten zuidoosten van het dorpscentrum van Avelin, tegen de grens met Pont-à-Marcq. Het is een redelijk omvangrijk landelijk gehucht waar enkele straten samenkomen in een pleintje. Een weg in het westen leidt naar Le Croquet, een in het zuiden naar Prez.